# 特別料理 イート・イット・ヒア
| 専門評論家によるレビュー | 専門評論家によるレビュー |
| レビュー・スコア         | レビュー・スコア         |
| 出典                     | 評価                     |
| ------------------------ | ------------------------ |
| Allmusic                 | [ 2 ]                    |
| Christgau's Record Guide | C+                       |

『特別料理 イート・イット・ヒア』（Thanks I'll Eat It Here）は、ロックンロール・シンガーソングライターのローウェル・ジョージによる1979年の唯一のソロ・アルバム。
ジョージはリトル・フィートとの活動が最もよく知られているが、彼は1977年頃にはフィートが一層ジャズ・ロック色を強めていると感じ、その方向性に関心が薄かったこともあり、自身のアルバム制作に取り掛かった。『イート・イット・ヒア』は、リトル・フィートの初期のアルバム、特に「トゥー・トレインズ」が収録されていた『ディキシー・チキン』を彷彿とさせる、さまざまなスタイルの楽曲が収録されたものとなっている。
このアルバムはジョージの死の4か月前に発売され、ジャケットにはリトル・フィートのほとんどのアルバムを手掛けたネオン・パークによるカバー・アートが使用されている。

## 収録曲
シンガーソングライターの初ソロ・アルバムとしては異例なことに、オリジナル・リリース盤収録の9曲のなかでジョージが書いたのは4曲だけで、しかもそのうちの3曲は他のアーティストとの共作だった。
また、「あの娘に何をさせたいの」、「イージー・マネー」、「アイ・キャント・スタンド・ザ・レイン」の3曲はカバー曲だった。
サイド1
1. 「あの娘に何をさせたいの」"What Do You Want the Girl to Do" (アラン・トゥーサン) – 4:46
2. 「オネスト・マン」"Honest Man" (ローウェル・ジョージ、フレッド・タケット（英語版）) – 3:45
3. 「トゥー・トレインズ」"Two Trains" (ジョージ) – 4:32
4. 「アイ・キャント・スタンド・ザ・レイン」"I Can't Stand the Rain" (アン・ピーブルス、ドン・ブライアント、バーニー・ミラー) – 3:21

サイド2
1. 「チーク・トゥ・チーク」"Cheek to Cheek" (ジョージ、ヴァン・ダイク・パークス、マーティ・キッビー (フレッド・マーティン)) – 2:23
2. 「イージー・マネー」"Easy Money" (リッキー・リー・ジョーンズ) – 3:29
3. 「20 ミリオン・シングス」"Twenty Million Things" (ジョージ、ジェド・レヴィ) – 2:50
4. 「ファインド・ア・リヴァー」"Find a River" (タケット) – 3:45
5. 「ヒムラーズ・リング」"Himmler's Ring" (ジミー・ウェッブ) – 2:28

CD化でのボーナストラック
1. 「ハートエイク」"Heartache" (ヴァレリー・カーターとの共演) (ジョージ、アイヴァン・アルツ) – 2:28

## カバー・アート
ネオン・パークが描いたカバー・アートはエドゥアール・マネの有名な『草上の昼食』のパロディであり、背景にボブ・ディラン、フィデル・カストロ、主演映画『嘆きの天使』での衣装をまとったマレーネ・ディートリヒがあしらわれ、その近くにアレン・ギンズバーグの詩集『吠える その他の詩が置かれている。

## 参加ミュージシャンおよび関係者
リトル・フィートのメンバーのリッチー・ヘイワードとビル・ペインは、両者の共演はないもののそれぞれアルバムに参加している。ジョージはまた、トップクラスのセッションプレイヤーやバック・ボーカリストを本作に参加させている。
- ローウェル・ジョージ – ギター、ボーカル、制作
- ボニー・レイット – ボーカル
- ジェームズ・ニュートン・ハワード – キーボード
- チャック・レイニー – ベース
- デニー・クリスチャンソン – キーボード、金管
- デイヴィッド・フォスター – キーボード
- チリ・チャールス – ドラムス
- ニッキー・ホプキンス – キーボード
- ジム・プライス – 金管
- ジム・ケルトナー – ドラムス
- ジム・ゴードン – ドラムス
- マイク・ベアード – ドラムス
- デニス・ベルフィールド – ベース
- ボビー・ブルース – バイオリン、ギター
- ターナー・スティーヴン・ブルトン（英語版） – ギター
- ルイス・ダミアン – ギター、キーボード
- ゴードン・デウィッティ – キーボード、ピアノ
- マクシーン・ディクソン – ピアノ
- アーサー・ガースト – ハープ
- ジミー・グリーンスプーン – ギター、ピアノ
- ロベルト・グティエレス – ボーカル、ギター、ドラムス
- リッチー・ヘイワード – ドラムス
- ジェリー・ジュモンヴィル（英語版） – サクソフォーン、ギター
- ロン・コス – ギター、エンジニアリング
- ダレル・レオナード – 金管、ボーカル
- マクサン・ルイス（英語版） – ボーカル
- デヴィッド・ペイチ – キーボード
- ジェフ・ポーカロ – ドラムス
- ディーン・パークス – ギター、キーボード
- ブルース・ポールソン – キーボード
- ビル・ペイン – キーボード、ボーカル
- ハーブ・ペダーセン – ボーカル
- ジョエル・ぺスキン – ボーカル、サクソフォーン
- ジョン・フィリップス – サクソフォーン、ドラムス
- ペギー・サンドヴィク – ピアノ
- ジェームス・セルフ – チューバ
- スティーヴ・マデイオ – 金管
- フロイド・スニード – ドラムス、ボーカル
- J.D.サウザー – ベース、ボーカル
- ポール・ストールワース – ベース、ギター
- フレッド・タケット（英語版） – ギター、ボーカル
- マクシーン・ウィラード・ウォータース – ボーカル
- マイケル・ウォード  –  トラック運転手、ドラム技術
- ジーン・ヴェイノ – ロード・マネージャー

### その他の関係者
- ブラッド・カノウヤー、マイケル・モリーフィールド – デザイン
- ネオン・パーク（英語版） – カバーアート
- エリザベス・ジョージ、ボブ・マークス、ナンシー・ゴールドファーブ – 写真
- ドン・ランディー、ジョージ・マッセンバーグ – エンジニア
- ビリー・ユーデルマン、ブルース・ボトニック（英語版）、ダグ・ボトニック – エンジニア助手
- リッチー・ヘイワード、リー・ハーシュバーグ – ディジタル・マスタリング

## チャート成績
アルバム
| 年     | チャート                                        | 順位 |
| ------ | ----------------------------------------------- | ---- |
| 1979年 | ビルボード ポップ・アルバム                     | 71   |
| 1979年 | オーストラリア (ケント・ミュージック・レポート) | 100  |